# Tour La Provence 2019
La 4.ª edición de la competición ciclista Tour La Provence fue una carrera de ciclismo en ruta por etapas que se celebró entre el 14 y el 17 de febrero en Francia, con inicio en el municipio de Saintes-Maries-de-la-Mer y final en el municipio de Aix-en-Provence sobre un recorrido de 531.9 kilómetros.
La carrera formó parte del UCI Europe Tour 2019 dentro de la categoría UCI 2.1. El vencedor final fue el español Gorka Izagirre del Astana seguido del australiano Simon Clarke del EF Education First y el francés Tony Gallopin del AG2R La Mondiale.

## Equipos participantes
Tomaron parte en la carrera 22 equipos: 9 de categoría UCI WorldTour 2019 invitados por la organización; 9 de categoría Profesional Continental; y 4 de categoría Continental. Formando así un pelotón de 152 ciclistas de los que acabaron 127. Los equipos participantes fueron:
| WorldTeams (9)- AG2R La Mondiale - Astana - Deceuninck-Quick Step - EF Education First - Groupama-FDJ - Movistar Team - Team Sunweb - Sky - Trek-Segafredo Equipos continentales profesionales (9)- Androni Giocattoli-Sidermec - Arkéa-Samsic - Cofidis, Solutions Crédits - Delko-Marseille Provence - Direct Énergie - Israel Cycling Academy - Vital Concept-B&B Hotels - Wanty-Groupe Gobert - Corendon-Circus Equipos continentales (4)- Amore & Vita-Prodir - Natura4Ever-Roubaix Lille Métropole - Saint Michel-Auber 93 - WSA-Pushbikers |
| |

## Recorrido
El Tour La Provence dispuso de cuatro etapas para un recorrido total de 531,9 kilómetros.
| Etapa     | Fecha     | Recorrido                                                   | type                    | Distancia (km) | Ganador          | Líder          |
| --------- | --------- | ----------------------------------------------------------- | ----------------------- | -------------- | ---------------- | -------------- |
| 1.ª etapa | 14 de feb | Les Saintes-Maries-de-la-Mer – Les Saintes-Maries-de-la-Mer | contrarreloj individual | 8,9            | Filippo Ganna    | Filippo Ganna  |
| 2.ª etapa | 15 de feb | Istres – La Ciotat                                          | etapa escarpada         | 194            | Eduard Prades    | Gorka Izagirre |
| 3.ª etapa | 16 de feb | Aubagne – Circuito Paul Ricard                              | etapa escarpada         | 159            | Philippe Gilbert | Gorka Izagirre |
| 4.ª etapa | 17 de feb | Aviñón – Aix-en-Provence                                    | etapa llana             | 170            | John Degenkolb   | Gorka Izagirre |

## Desarrollo de la carrera

### 1.ª etapa
| Les Saintes-Maries-de-la-Mer - Les Saintes-Maries-de-la-Mer | contrarreloj individual | (8,9 km) |

| \| Clasificación de la etapa \| Clasificación de la etapa \| Clasificación de la etapa \| Clasificación de la etapa \| Clasificación de la etapa \| \| Ciclista \| Ciclista \| Equipo \| Tiempo \| \| \| ------------------------- \| ------------------------- \| ------------------------- \| ------------------------- \| ------------------------- \| \| 1.º \| Filippo Ganna \| Team Sky \| 10 min 05 s \| \| \| 2.º \| Sebastian Langeveld \| EF Education First \| + 9 s \| \| \| 3.º \| Rémi Cavagna \| Deceuninck-Quick Step \| + 10 s \| \| \| 4.º \| Jasha Sütterlin \| Movistar Team \| + 15 s \| \| \| 5.º \| Kasper Asgreen \| Deceuninck-Quick Step \| + 18 s \| \| \| 6.º \| Yves Lampaert \| Deceuninck-Quick Step \| + 19 s \| \| \| 7.º \| Benjamin Thomas \| Groupama-FDJ \| + 20 s \| \| \| 8.º \| Owain Doull \| Team Sky \| + 21 s \| \| \| 9.º \| Sep Vanmarcke \| EF Education First \| + 24 s \| \| \| 10.º \| Yoann Paillot \| Saint Michel-Auber 93 \| + 25 s \| \| |                     |                       |             |
| |                     |                       |             |
| Fuente: ProCyclingStats |                     |                       |             |
| Clasificación de la etapa |                     |                       |             |
| Ciclista | Ciclista            | Equipo                | Tiempo      |
| 1.º | Filippo Ganna       | Team Sky              | 10 min 05 s |
| 2.º | Sebastian Langeveld | EF Education First    | + 9 s       |
| 3.º | Rémi Cavagna        | Deceuninck-Quick Step | + 10 s      |
| 4.º | Jasha Sütterlin     | Movistar Team         | + 15 s      |
| 5.º | Kasper Asgreen      | Deceuninck-Quick Step | + 18 s      |
| 6.º | Yves Lampaert       | Deceuninck-Quick Step | + 19 s      |
| 7.º | Benjamin Thomas     | Groupama-FDJ          | + 20 s      |
| 8.º | Owain Doull         | Team Sky              | + 21 s      |
| 9.º | Sep Vanmarcke       | EF Education First    | + 24 s      |
| 10.º | Yoann Paillot       | Saint Michel-Auber 93 | + 25 s      |

| \| Clasificación general \| Clasificación general \| Clasificación general \| Clasificación general \| Clasificación general \| \| Ciclista \| Ciclista \| Equipo \| Tiempo \| \| \| --------------------- \| --------------------- \| --------------------- \| --------------------- \| --------------------- \| \| 1.º \| Filippo Ganna \| Team Sky \| 10 min 05 s \| \| \| 2.º \| Sebastian Langeveld \| EF Education First \| + 9 s \| \| \| 3.º \| Rémi Cavagna \| Deceuninck-Quick Step \| + 10 s \| \| \| 4.º \| Jasha Sütterlin \| Movistar Team \| + 15 s \| \| \| 5.º \| Kasper Asgreen \| Deceuninck-Quick Step \| + 18 s \| \| \| 6.º \| Yves Lampaert \| Deceuninck-Quick Step \| + 19 s \| \| \| 7.º \| Benjamin Thomas \| Groupama-FDJ \| + 20 s \| \| \| 8.º \| Owain Doull \| Team Sky \| + 21 s \| \| \| 9.º \| Sep Vanmarcke \| EF Education First \| + 24 s \| \| \| 10.º \| Yoann Paillot \| Saint Michel-Auber 93 \| + 25 s \| \| |                     |                       |             |
| |                     |                       |             |
| Fuente: ProCyclingStats |                     |                       |             |
| Clasificación general |                     |                       |             |
| Ciclista | Ciclista            | Equipo                | Tiempo      |
| 1.º | Filippo Ganna       | Team Sky              | 10 min 05 s |
| 2.º | Sebastian Langeveld | EF Education First    | + 9 s       |
| 3.º | Rémi Cavagna        | Deceuninck-Quick Step | + 10 s      |
| 4.º | Jasha Sütterlin     | Movistar Team         | + 15 s      |
| 5.º | Kasper Asgreen      | Deceuninck-Quick Step | + 18 s      |
| 6.º | Yves Lampaert       | Deceuninck-Quick Step | + 19 s      |
| 7.º | Benjamin Thomas     | Groupama-FDJ          | + 20 s      |
| 8.º | Owain Doull         | Team Sky              | + 21 s      |
| 9.º | Sep Vanmarcke       | EF Education First    | + 24 s      |
| 10.º | Yoann Paillot       | Saint Michel-Auber 93 | + 25 s      |

### 2.ª etapa
| Istres - La Ciotat | etapa escarpada | (194 km) |

| \| Clasificación de la etapa \| Clasificación de la etapa \| Clasificación de la etapa \| Clasificación de la etapa \| Clasificación de la etapa \| \| Ciclista \| Ciclista \| Equipo \| Tiempo \| \| \| ------------------------- \| ------------------------- \| ------------------------- \| ------------------------- \| ------------------------- \| \| 1.º \| Eduard Prades \| Movistar Team \| 4 h 50 min 15 s \| \| \| 2.º \| Tony Gallopin \| AG2R La Mondiale \| + 0 s \| \| \| 3.º \| Gorka Izagirre \| Astana \| + 0 s \| \| \| 4.º \| Simon Clarke \| EF Education First \| + 0 s \| \| \| 5.º \| Edward Dunbar \| Team Sky \| + 0 s \| \| \| 6.º \| Lilian Calmejane \| Direct Énergie \| + 0 s \| \| \| 7.º \| Thibaut Pinot \| Groupama-FDJ \| + 0 s \| \| \| 8.º \| David Gaudu \| Groupama-FDJ \| + 0 s \| \| \| 9.º \| Rudy Molard \| Groupama-FDJ \| + 0 s \| \| \| 10.º \| Philippe Gilbert \| Deceuninck-Quick Step \| + 16 s \| \| |                  |                       |                 |
| |                  |                       |                 |
| Fuente: ProCyclingStats |                  |                       |                 |
| Clasificación de la etapa |                  |                       |                 |
| Ciclista | Ciclista         | Equipo                | Tiempo          |
| 1.º | Eduard Prades    | Movistar Team         | 4 h 50 min 15 s |
| 2.º | Tony Gallopin    | AG2R La Mondiale      | + 0 s           |
| 3.º | Gorka Izagirre   | Astana                | + 0 s           |
| 4.º | Simon Clarke     | EF Education First    | + 0 s           |
| 5.º | Edward Dunbar    | Team Sky              | + 0 s           |
| 6.º | Lilian Calmejane | Direct Énergie        | + 0 s           |
| 7.º | Thibaut Pinot    | Groupama-FDJ          | + 0 s           |
| 8.º | David Gaudu      | Groupama-FDJ          | + 0 s           |
| 9.º | Rudy Molard      | Groupama-FDJ          | + 0 s           |
| 10.º | Philippe Gilbert | Deceuninck-Quick Step | + 16 s          |

| \| Clasificación general \| Clasificación general \| Clasificación general \| Clasificación general \| Clasificación general \| \| Ciclista \| Ciclista \| Equipo \| Tiempo \| \| \| --------------------- \| --------------------- \| --------------------- \| --------------------- \| --------------------- \| \| 1.º \| Gorka Izagirre \| Astana \| 5 h 00 min 45 s \| \| \| 2.º \| Thibaut Pinot \| Groupama-FDJ \| + 2 s \| \| \| 3.º \| Tony Gallopin \| AG2R La Mondiale \| + 6 s \| \| \| 4.º \| Rudy Molard \| Groupama-FDJ \| + 10 s \| \| \| 5.º \| Simon Clarke \| EF Education First \| + 11 s \| \| \| 6.º \| David Gaudu \| Groupama-FDJ \| + 15 s \| \| \| 7.º \| Edward Dunbar \| Team Sky \| + 15 s \| \| \| 8.º \| Eduard Prades \| Movistar Team \| + 21 s \| \| \| 9.º \| Sébastien Reichenbach \| Groupama-FDJ \| + 26 s \| \| \| 10.º \| Jimmy Janssens \| Corendon-Circus \| + 26 s \| \| |                       |                    |                 |
| |                       |                    |                 |
| Fuente: ProCyclingStats |                       |                    |                 |
| Clasificación general |                       |                    |                 |
| Ciclista | Ciclista              | Equipo             | Tiempo          |
| 1.º | Gorka Izagirre        | Astana             | 5 h 00 min 45 s |
| 2.º | Thibaut Pinot         | Groupama-FDJ       | + 2 s           |
| 3.º | Tony Gallopin         | AG2R La Mondiale   | + 6 s           |
| 4.º | Rudy Molard           | Groupama-FDJ       | + 10 s          |
| 5.º | Simon Clarke          | EF Education First | + 11 s          |
| 6.º | David Gaudu           | Groupama-FDJ       | + 15 s          |
| 7.º | Edward Dunbar         | Team Sky           | + 15 s          |
| 8.º | Eduard Prades         | Movistar Team      | + 21 s          |
| 9.º | Sébastien Reichenbach | Groupama-FDJ       | + 26 s          |
| 10.º | Jimmy Janssens        | Corendon-Circus    | + 26 s          |

### 3.ª etapa
| Aubagne - Circuito Paul Ricard | etapa escarpada | (159 km) |

| \| Clasificación de la etapa \| Clasificación de la etapa \| Clasificación de la etapa \| Clasificación de la etapa \| Clasificación de la etapa \| \| Ciclista \| Ciclista \| Equipo \| Tiempo \| \| \| ------------------------- \| ------------------------- \| ------------------------- \| ------------------------- \| ------------------------- \| \| 1.º \| Philippe Gilbert \| Deceuninck-Quick Step \| 4 h 25 min 10 s \| \| \| 2.º \| Toms Skujiņš \| Trek-Segafredo \| + 0 s \| \| \| 3.º \| Tony Gallopin \| AG2R La Mondiale \| + 0 s \| \| \| 4.º \| Simon Clarke \| EF Education First \| + 0 s \| \| \| 5.º \| Gorka Izagirre \| Astana \| + 0 s \| \| \| 6.º \| Cyril Gautier \| Vital Concept-B&B Hotels \| + 0 s \| \| \| 7.º \| Guillaume Martin \| Wanty-Gobert \| + 0 s \| \| \| 8.º \| Julien El Fares \| Delko Marseille Provence \| + 0 s \| \| \| 9.º \| Dorian Godon \| AG2R La Mondiale \| + 0 s \| \| \| 10.º \| Edward Dunbar \| Team Sky \| + 0 s \| \| |                  |                          |                 |
| |                  |                          |                 |
| Fuente: ProCyclingStats |                  |                          |                 |
| Clasificación de la etapa |                  |                          |                 |
| Ciclista | Ciclista         | Equipo                   | Tiempo          |
| 1.º | Philippe Gilbert | Deceuninck-Quick Step    | 4 h 25 min 10 s |
| 2.º | Toms Skujiņš     | Trek-Segafredo           | + 0 s           |
| 3.º | Tony Gallopin    | AG2R La Mondiale         | + 0 s           |
| 4.º | Simon Clarke     | EF Education First       | + 0 s           |
| 5.º | Gorka Izagirre   | Astana                   | + 0 s           |
| 6.º | Cyril Gautier    | Vital Concept-B&B Hotels | + 0 s           |
| 7.º | Guillaume Martin | Wanty-Gobert             | + 0 s           |
| 8.º | Julien El Fares  | Delko Marseille Provence | + 0 s           |
| 9.º | Dorian Godon     | AG2R La Mondiale         | + 0 s           |
| 10.º | Edward Dunbar    | Team Sky                 | + 0 s           |

| \| Clasificación general \| Clasificación general \| Clasificación general \| Clasificación general \| Clasificación general \| \| Ciclista \| Ciclista \| Equipo \| Tiempo \| \| \| --------------------- \| --------------------- \| --------------------- \| --------------------- \| --------------------- \| \| 1.º \| Gorka Izagirre \| Astana \| 9 h 25 min 55 s \| \| \| 2.º \| Thibaut Pinot \| Groupama-FDJ \| + 2 s \| \| \| 3.º \| Tony Gallopin \| AG2R La Mondiale \| + 2 s \| \| \| 4.º \| Simon Clarke \| EF Education First \| + 8 s \| \| \| 5.º \| Rudy Molard \| Groupama-FDJ \| + 10 s \| \| \| 6.º \| David Gaudu \| Groupama-FDJ \| + 15 s \| \| \| 7.º \| Edward Dunbar \| Team Sky \| + 15 s \| \| \| 8.º \| Eduard Prades \| Movistar Team \| + 21 s \| \| \| 9.º \| Jimmy Janssens \| Corendon-Circus \| + 26 s \| \| \| 10.º \| Lilian Calmejane \| Direct Énergie \| + 32 s \| \| |                  |                    |                 |
| |                  |                    |                 |
| Fuente: ProCyclingStats |                  |                    |                 |
| Clasificación general |                  |                    |                 |
| Ciclista | Ciclista         | Equipo             | Tiempo          |
| 1.º | Gorka Izagirre   | Astana             | 9 h 25 min 55 s |
| 2.º | Thibaut Pinot    | Groupama-FDJ       | + 2 s           |
| 3.º | Tony Gallopin    | AG2R La Mondiale   | + 2 s           |
| 4.º | Simon Clarke     | EF Education First | + 8 s           |
| 5.º | Rudy Molard      | Groupama-FDJ       | + 10 s          |
| 6.º | David Gaudu      | Groupama-FDJ       | + 15 s          |
| 7.º | Edward Dunbar    | Team Sky           | + 15 s          |
| 8.º | Eduard Prades    | Movistar Team      | + 21 s          |
| 9.º | Jimmy Janssens   | Corendon-Circus    | + 26 s          |
| 10.º | Lilian Calmejane | Direct Énergie     | + 32 s          |

### 4.ª etapa
| Aviñón - Aix-en-Provence | etapa llana | (170 km) |

| \| Clasificación de la etapa \| Clasificación de la etapa \| Clasificación de la etapa \| Clasificación de la etapa \| Clasificación de la etapa \| \| Ciclista \| Ciclista \| Equipo \| Tiempo \| \| \| ------------------------- \| ------------------------- \| -------------------------- \| ------------------------- \| ------------------------- \| \| 1.º \| John Degenkolb \| Trek-Segafredo \| 3 h 52 min 11 s \| \| \| 2.º \| Simon Clarke \| EF Education First \| + 0 s \| \| \| 3.º \| Anthony Maldonado \| Saint Michel-Auber 93 \| + 0 s \| \| \| 4.º \| Tony Gallopin \| AG2R La Mondiale \| + 0 s \| \| \| 5.º \| Damien Touzé \| Cofidis, Solutions Crédits \| + 0 s \| \| \| 6.º \| Yves Lampaert \| Deceuninck-Quick Step \| + 0 s \| \| \| 7.º \| Benjamin Thomas \| Groupama-FDJ \| + 0 s \| \| \| 8.º \| Philippe Gilbert \| Deceuninck-Quick Step \| + 0 s \| \| \| 9.º \| Warren Barguil \| Arkéa-Samsic \| + 0 s \| \| \| 10.º \| August Jensen \| Israel Cycling Academy \| + 0 s \| \| |                   |                            |                 |
| |                   |                            |                 |
| Fuente: ProCyclingStats |                   |                            |                 |
| Clasificación de la etapa |                   |                            |                 |
| Ciclista | Ciclista          | Equipo                     | Tiempo          |
| 1.º | John Degenkolb    | Trek-Segafredo             | 3 h 52 min 11 s |
| 2.º | Simon Clarke      | EF Education First         | + 0 s           |
| 3.º | Anthony Maldonado | Saint Michel-Auber 93      | + 0 s           |
| 4.º | Tony Gallopin     | AG2R La Mondiale           | + 0 s           |
| 5.º | Damien Touzé      | Cofidis, Solutions Crédits | + 0 s           |
| 6.º | Yves Lampaert     | Deceuninck-Quick Step      | + 0 s           |
| 7.º | Benjamin Thomas   | Groupama-FDJ               | + 0 s           |
| 8.º | Philippe Gilbert  | Deceuninck-Quick Step      | + 0 s           |
| 9.º | Warren Barguil    | Arkéa-Samsic               | + 0 s           |
| 10.º | August Jensen     | Israel Cycling Academy     | + 0 s           |

| \| Clasificación general \| Clasificación general \| Clasificación general \| Clasificación general \| Clasificación general \| \| Ciclista \| Ciclista \| Equipo \| Tiempo \| \| \| --------------------- \| --------------------- \| --------------------- \| --------------------- \| --------------------- \| \| 1.º \| Gorka Izagirre \| Astana \| 13 h 18 min 06 s \| \| \| 2.º \| Simon Clarke \| EF Education First \| + 0 s \| \| \| 3.º \| Tony Gallopin \| AG2R La Mondiale \| + 1 s \| \| \| 4.º \| Thibaut Pinot \| Groupama-FDJ \| + 2 s \| \| \| 5.º \| Rudy Molard \| Groupama-FDJ \| + 10 s \| \| \| 6.º \| David Gaudu \| Groupama-FDJ \| + 15 s \| \| \| 7.º \| Edward Dunbar \| Team Sky \| + 15 s \| \| \| 8.º \| Eduard Prades \| Movistar Team \| + 21 s \| \| \| 9.º \| Jimmy Janssens \| Corendon-Circus \| + 26 s \| \| \| 10.º \| Philippe Gilbert \| Deceuninck-Quick Step \| + 29 s \| \| |                  |                       |                  |
| |                  |                       |                  |
| Fuente: ProCyclingStats |                  |                       |                  |
| Clasificación general |                  |                       |                  |
| Ciclista | Ciclista         | Equipo                | Tiempo           |
| 1.º | Gorka Izagirre   | Astana                | 13 h 18 min 06 s |
| 2.º | Simon Clarke     | EF Education First    | + 0 s            |
| 3.º | Tony Gallopin    | AG2R La Mondiale      | + 1 s            |
| 4.º | Thibaut Pinot    | Groupama-FDJ          | + 2 s            |
| 5.º | Rudy Molard      | Groupama-FDJ          | + 10 s           |
| 6.º | David Gaudu      | Groupama-FDJ          | + 15 s           |
| 7.º | Edward Dunbar    | Team Sky              | + 15 s           |
| 8.º | Eduard Prades    | Movistar Team         | + 21 s           |
| 9.º | Jimmy Janssens   | Corendon-Circus       | + 26 s           |
| 10.º | Philippe Gilbert | Deceuninck-Quick Step | + 29 s           |

## Clasificaciones finales
- Las clasificaciones finalizaron de la siguiente forma:[4]

### Clasificación general
| \| Clasificación general \| Clasificación general \| Clasificación general \| Clasificación general \| Clasificación general \| \| Ciclista \| Ciclista \| Equipo \| Tiempo \| \| \| --------------------- \| --------------------- \| -------------------------- \| --------------------- \| --------------------- \| \| 1.º \| Gorka Izagirre \| Astana \| 13 h 18 min 06 s \| \| \| 2.º \| Simon Clarke \| EF Education First \| + 0 s \| \| \| 3.º \| Tony Gallopin \| AG2R La Mondiale \| + 1 s \| \| \| 4.º \| Thibaut Pinot \| Groupama-FDJ \| + 2 s \| \| \| 5.º \| Rudy Molard \| Groupama-FDJ \| + 10 s \| \| \| 6.º \| David Gaudu \| Groupama-FDJ \| + 15 s \| \| \| 7.º \| Edward Dunbar \| Team Sky \| + 15 s \| \| \| 8.º \| Eduard Prades \| Movistar Team \| + 21 s \| \| \| 9.º \| Jimmy Janssens \| Corendon-Circus \| + 26 s \| \| \| 10.º \| Philippe Gilbert \| Deceuninck-Quick Step \| + 29 s \| \| \| 11.º \| Lilian Calmejane \| Direct Énergie \| + 32 s \| \| \| 12.º \| Lluís Mas \| Movistar Team \| + 49 s \| \| \| 13.º \| Cyril Gautier \| Vital Concept-B&B Hotels \| + 51 s \| \| \| 14.º \| Pierre-Luc Périchon \| Cofidis, Solutions Crédits \| + 55 s \| \| \| 15.º \| Toms Skujiņš \| Trek-Segafredo \| + 58 s \| \| |                     |                            |                  |
| |                     |                            |                  |
| Fuente: ProCyclingStats |                     |                            |                  |
| Clasificación general |                     |                            |                  |
| Ciclista | Ciclista            | Equipo                     | Tiempo           |
| 1.º | Gorka Izagirre      | Astana                     | 13 h 18 min 06 s |
| 2.º | Simon Clarke        | EF Education First         | + 0 s            |
| 3.º | Tony Gallopin       | AG2R La Mondiale           | + 1 s            |
| 4.º | Thibaut Pinot       | Groupama-FDJ               | + 2 s            |
| 5.º | Rudy Molard         | Groupama-FDJ               | + 10 s           |
| 6.º | David Gaudu         | Groupama-FDJ               | + 15 s           |
| 7.º | Edward Dunbar       | Team Sky                   | + 15 s           |
| 8.º | Eduard Prades       | Movistar Team              | + 21 s           |
| 9.º | Jimmy Janssens      | Corendon-Circus            | + 26 s           |
| 10.º | Philippe Gilbert    | Deceuninck-Quick Step      | + 29 s           |
| 11.º | Lilian Calmejane    | Direct Énergie             | + 32 s           |
| 12.º | Lluís Mas           | Movistar Team              | + 49 s           |
| 13.º | Cyril Gautier       | Vital Concept-B&B Hotels   | + 51 s           |
| 14.º | Pierre-Luc Périchon | Cofidis, Solutions Crédits | + 55 s           |
| 15.º | Toms Skujiņš        | Trek-Segafredo             | + 58 s           |

### Clasificación de la montaña
| Clasificación de la montaña | Clasificación de la montaña | Clasificación de la montaña | Clasificación de la montaña | Clasificación de la montaña |
| Ciclista                    | Ciclista                    | Equipo                      | Puntos                      |                             |
| --------------------------- | --------------------------- | --------------------------- | --------------------------- | --------------------------- |
| 1.º                         | Lilian Calmejane            | Direct Énergie              | 16 pts                      |                             |
| 2.º                         | Dries De Bondt              | Corendon-Circus             | 16 pts                      |                             |
| 3.º                         | Thibaut Pinot               | Groupama-FDJ                | 8 pts                       |                             |
| 4.º                         | Edward Dunbar               | Team Sky                    | 7 pts                       |                             |
| 5.º                         | David Gaudu                 | Groupama-FDJ                | 5 pts                       |                             |
| 6.º                         | Jodok Salzmann              | Maloja Pushbikers           | 5 pts                       |                             |
| 7.º                         | Anthony Delaplace           | Arkéa-Samsic                | 5 pts                       |                             |
| 8.º                         | Fausto Masnada              | Androni Giocattoli-Sidermec | 4 pts                       |                             |
| 9.º                         | Gorka Izagirre              | Astana                      | 3 pts                       |                             |
| 10.º                        | Lennard Kämna               | Team Sunweb                 | 3 pts                       |                             |

### Clasificación de los puntos
| Clasificación por puntos | Clasificación por puntos | Clasificación por puntos | Clasificación por puntos | Clasificación por puntos |
| Ciclista                 | Ciclista                 | Equipo                   | Puntos                   |                          |
| ------------------------ | ------------------------ | ------------------------ | ------------------------ | ------------------------ |
| 1.º                      | Simon Clarke             | EF Education First       | 38 pts                   |                          |
| 2.º                      | Tony Gallopin            | AG2R La Mondiale         | 32 pts                   |                          |
| 3.º                      | Philippe Gilbert         | Deceuninck-Quick Step    | 28 pts                   |                          |
| 4.º                      | Gorka Izagirre           | Astana                   | 19 pts                   |                          |
| 5.º                      | John Degenkolb           | Trek-Segafredo           | 18 pts                   |                          |
| 6.º                      | Eduard Prades            | Movistar Team            | 17 pts                   |                          |
| 7.º                      | Toms Skujiņš             | Trek-Segafredo           | 12 pts                   |                          |
| 8.º                      | Edward Dunbar            | Team Sky                 | 11 pts                   |                          |
| 9.º                      | Filippo Ganna            | Team Sky                 | 10 pts                   |                          |
| 10.º                     | Yves Lampaert            | Deceuninck-Quick Step    | 10 pts                   |                          |

### Clasificación de los jóvenes
| Clasificación del mejor joven | Clasificación del mejor joven | Clasificación del mejor joven | Clasificación del mejor joven | Clasificación del mejor joven |
| Ciclista                      | Ciclista                      | Equipo                        | Tiempo                        |                               |
| ----------------------------- | ----------------------------- | ----------------------------- | ----------------------------- | ----------------------------- |
| 1.º                           | David Gaudu                   | Groupama-FDJ                  | 13 h 18 min 21 s              |                               |
| 2.º                           | Edward Dunbar                 | Team Sky                      | + 0 s                         |                               |
| 3.º                           | Michael Storer                | Team Sunweb                   | + 2 min 11 s                  |                               |
| 4.º                           | Lennard Kämna                 | Team Sunweb                   | + 2 min 54 s                  |                               |
| 5.º                           | Hugh Carthy                   | EF Education First            | + 3 min 14 s                  |                               |
| 6.º                           | Niklas Eg                     | Trek-Segafredo                | + 5 min 27 s                  |                               |
| 7.º                           | Dorian Godon                  | AG2R La Mondiale              | + 5 min 36 s                  |                               |
| 8.º                           | Damien Touzé                  | Cofidis, Solutions Crédits    | + 7 min 55 s                  |                               |
| 9.º                           | Filippo Ganna                 | Team Sky                      | + 8 min 49 s                  |                               |
| 10.º                          | Rémi Cavagna                  | Deceuninck-Quick Step         | + 11 min 42 s                 |                               |

### Clasificación por equipos
| Clasificación por equipos | Clasificación por equipos  | Clasificación por equipos | Clasificación por equipos |
| Equipo                    | Equipo                     | Tiempo                    |                           |
| ------------------------- | -------------------------- | ------------------------- | ------------------------- |
| 1.º                       | Groupama-FDJ               | 39 h 54 min 13 s          |                           |
| 2.º                       | Movistar Team              | + 1 min 57 s              |                           |
| 3.º                       | Deceuninck-Quick Step      | + 3 min 50 s              |                           |
| 4.º                       | Cofidis, Solutions Crédits | + 4 min 16 s              |                           |
| 5.º                       | Vital Concept-B&B Hotels   | + 5 min 31 s              |                           |

## Evolución de las clasificaciones
| Etapa                   | Vencedor                | Clasificación general | Clasificación de la montaña | Clasificación de los puntos | Clasificación de los jóvenes | Clasificación por equipos |
| ----------------------- | ----------------------- | --------------------- | --------------------------- | --------------------------- | ---------------------------- | ------------------------- |
| 1.ª                     | Filippo Ganna           | Filippo Ganna         | no se entregó               | Filippo Ganna               | Filippo Ganna                | Deceuninck-Quick Step     |
| 2.ª                     | Eduard Prades           | Gorka Izagirre        | Lilian Calmejane            | Eduard Prades               | David Gaudu                  | Groupama-FDJ              |
| 3.ª                     | Philippe Gilbert        | Gorka Izagirre        | Dries De Bondt              | Simon Clarke                | David Gaudu                  | Groupama-FDJ              |
| 4.ª                     | John Degenkolb          | Gorka Izagirre        | Lilian Calmejane            | Simon Clarke                | David Gaudu                  | Groupama-FDJ              |
| Clasificaciones finales | Clasificaciones finales | Gorka Izagirre        | Lilian Calmejane            | Simon Clarke                | David Gaudu                  | Groupama-FDJ              |

## UCI World Ranking
El Tour La Provence otorgó puntos para el UCI World Ranking para corredores de los equipos en las categorías UCI WorldTeam, Profesional Continental y Equipos Continentales. Las siguientes tablas son el baremo de puntuación y los corredores que obtuvieron puntos:
| Posición              | 1.º | 2.º | 3.º | 4.º | 5.º | 6.º | 7.º | 8.º | 9.º | 10.º | 11.º | 12.º | 13.º-15.º | 16.º-25.º |
| Clasificación general | 125 | 85  | 70  | 60  | 50  | 40  | 35  | 30  | 25  | 20   | 15   | 10   | 5         | 3         |
| Por etapa             | 14  | 5   | 3   |     |     |     |     |     |     |      |      |      |           |           |
| Líder                 | 3   |     |     |     |     |     |     |     |     |      |      |      |           |           |

| Clasificación |                  |                       |         |       |       |       |
| Posición      | Ciclista         | Equipo                | General | Etapa | Líder | Total |
| ------------- | ---------------- | --------------------- | ------- | ----- | ----- | ----- |
| 1.º           | Gorka Izagirre   | Astana                | 125     | 3     | 6     | 134   |
| 2.º           | Simon Clarke     | EF Education First    | 85      | 5     | -     | 85    |
| 3.º           | Tony Gallopin    | AG2R La Mondiale      | 70      | 8     | -     | 78    |
| 4.º           | Thibaut Pinot    | Groupama-FDJ          | 60      | -     | -     | 60    |
| 5.º           | Rudy Molard      | Groupama-FDJ          | 50      | -     | -     | 50    |
| 6.º           | Eduard Prades    | Movistar              | 30      | 14    | -     | 44    |
| 7.º           | David Gaudu      | Groupama-FDJ          | 40      | -     | -     | 40    |
| 8.º           | Edward Dunbar    | Sky                   | 35      | -     | -     | 35    |
| 9.º           | Philippe Gilbert | Deceuninck-Quick Step | 20      | 14    | -     | 34    |
| 10.º          | Jimmy Janssens   | Corendon-Circus       | 25      | -     | -     | 25    |